# Analytica Chimica Acta
Analytica Chimica Acta is een wetenschappelijk tijdschrift met peer review, dat wordt uitgegeven door de Elsevier. De naam wordt gewoonlijk afgekort tot Anal. Chim. Acta. Het tijdschrift publiceert onderzoek en overzichtsartikelen uit de analytische scheikunde. De hoofdredactie bestaat uit Prof. Lutgarde Buydens en Prof. James Landers.
Analytica Chimica Acta werd opgericht in 1947. In 2017 bedroeg de impactfactor van het tijdschrift 5,123.